# Anda Adam
Pour les articles homonymes, voir Adam (homonymie).
Anda Adam, née le 27 avril 1980 à Bucarest, est une chanteuse roumaine.

## Discographie
Albums studio
- Doar cu tine (2003)
- Confidential (2005)
- Queen of Hearts (2009)